# Halsøya

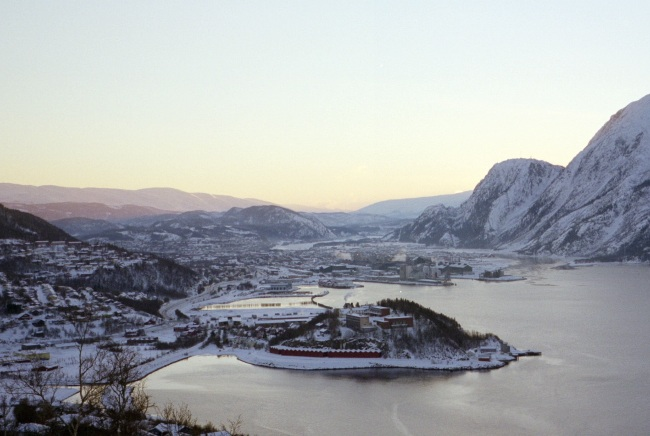
Halsøya med Mosjøen i bakgrunden.

Halsøya är en halvö i Vefsn kommun i Nordland i Norge. Där finns bland annat Vefsns folkhögskola. Halsøya var förr i tiden en viktig handelspunkt i regionen.